# Legends of Wrestling
Legends of Wrestling es un videojuego de lucha libre profesional basados en los más grandes luchadores de todos los tiempos, desde WWF / WWE, NWA, WCW y ECW. Fue lanzado en 2001 para PlayStation 2, luego en 2002 para Nintendo GameCube y Xbox.
En 2006 el editor de juegos de Canadá Throwback Entertainment adquirió los derechos de publicación y de licencia para Legends of Wrestling. Throwback Entertainment ha declarado que están dispuestos a llevar esta IP en la próxima generación de consolas, aunque no ha especificado en qué plataforma sería su debut.

## Roster
| - Hulk Hogan - Jimmy "Superfly" Snuka - Road Warrior Hawk - Road Warrior Animal - Bret "Hitman" Hart - The Iron Sheik - Mr. Fuji - Terry Funk - Don Muraco - Jerry "The King" Lawler - George "The Animal" Steele - "Mr. USA" Tony Atlas - Ricky "The Dragon" Steamboat - Nikolai Volkoff - Ted DiBiase - Tito Santana - King Kong Bundy - Koko B. Ware - One Man Gang - Greg "The Hammer" Valentine - Harley Race | - Dynamite Kid - Ricky Morton - Robert Gibson - "Flyin'" Brian Pillman - "Superstar" Billy Graham - "Hot Stuff" Eddie Gilbert - Rick Martel - Ivan Koloff - Ivan Putski - "Cowboy" Bob Orton - The Sheik - Kerry Von Erich - Fritz Von Erich - Kevin Von Erich - Dory Funk, Jr - Sabu - "Captain" Lou Albano - "The Mouth of the South" Jimmy Hart - Rob Van Dam - David Von Erich - Mike Von Erich |